# Jägersruh-Gemäßgrund-Mulschwitzen
Das Naturschutzgebiet Jägersruh-Gemäßgrund-Mulschwitzen liegt im Saale-Orla-Kreis in Thüringen. Es erstreckt sich nordöstlich des Kernortes der Marktgemeinde Nordhalben. Die Rodach fließt durch das Gebiet hindurch. Am südwestlichen Rand fließt die Fränkische Muschwitz und am südöstlichen Rand die Thüringische Muschwitz. Am westlichen und südlichen Rand verläuft die Landesgrenze zu Bayern.

## Bedeutung
Das 1348,2 ha große Gebiet mit der NSG-Nr. 283 wurde im Jahr 1961 unter Naturschutz gestellt.